# Paradise Lost (альбом Paradise Lost)
Paradise Lost — десятый студийный альбом британской группы Paradise Lost, записанный в период с января по июнь 2004 года в Chapel Studios (Линкольншир) и в Hollypark Lane (Лос-Анджелес).

## Об альбоме
Неофициально, это первый альбом с Джеффом Сингером (его официальное участие в группе было на «The Enemy»). Для альбома были записаны такие песни, как «Sedative God». Эта песня была написана для этого альбома, но в конечном счёте не появилась ни в одном из выпусков данного релиза и оказалась в альбоме In Requiem. В то же время другие песни, такие как «Through The Silence» и «Sanctimonious You», хоть и не были выпущены в переизданиях этого альбома, в конечном счёте оказались на сингле «Forever After» и в альбоме B-Sides & Rarities. Сингл также имеет видеоклип, в котором снялся Джефф Сингер как участник группы.

## Список композиций
| №   | Название               | Длительность |
| --- | ---------------------- | ------------ |
| 1.  | «Don't Belong»         | 4:19         |
| 2.  | «Close Your Eyes»      | 4:22         |
| 3.  | «Grey»                 | 3:28         |
| 4.  | «Redshift»             | 3:31         |
| 5.  | «Forever After»        | 3:47         |
| 6.  | «Sun Fading»           | 3:29         |
| 7.  | «Laws of Cause»        | 4:09         |
| 8.  | «All You Leave Behind» | 3:01         |
| 9.  | «Accept the Pain»      | 3:20         |
| 10. | «Shine»                | 4:08         |
| 11. | «Spirit»               | 4:20         |
| 12. | «Over the Madness»     | 5:17         |

| №   | Название                   | Длительность |
| --- | -------------------------- | ------------ |
| 13. | «Let Me Drown»             | 3:10         |
| 14. | «A Side You'll Never Know» | 4:09         |

| №   | Название           | примечания     | Длительность |
| --- | ------------------ | -------------- | ------------ |
| 13. | «Don't Belong»     | String Dub Mix | 3:49         |
| 14. | «Over the Madness» | String Dub Mix | 5:12         |

## Участники записи
| - Ник Холмс — вокал - Грег Макинтош — соло-гитара, клавишные - Аарон Аеди — ритм-гитара - Стив Эдмонсон — бас-гитара - Джеф Сингер — Сессионные барабаны | - Ли Ранди — «choir-esque» chorus on «Forever After» - Хизер Томпсон — backing vocals on «Forever After» and «Over The Madness» - Крис Эллиотт — keyboards and string arrangements - Рис Фулбер — keyboards - Сэм Скотт-Хантер — photography - Грег Рили — audio recording, audio mixing and audio mastering - Эван Дэвис — assistant engineer - Уилл Бартл — assistant engineer - Энди Ферроу — management - Вики Лэнгэм- assisted management - Спирос Антониу (Septic Flesh) — album cover |